# Lovro Stepišnik
 Lovro Stepišnik, prvi slovenski potujoči knjižničar, narodni buditelj, bukovnik, * 28. julij 1834, Arclin, † 16. februar 1912, Slovenska Bistrica.
Rodil se je očetu kmetu Gašperju in materi kmetici Neži (rojena Potpečan). Stepišnik se je rodil 28. julija 1834, v Arclinu pri Vojniku, vendar se je družina kmalu preselila pod Ptujsko Goro. Tam sta namreč starša kupila »broški mlin«, kjer se je Lovro učil mlinarskega dela. Oče mu je ob smrti zapustil »Zidarjev mlin« na Zgornji Ložnici ob Slovenski Bistrici, kamor se je Lovro tudi preselil. Šole ni obiskoval, vendar se je s pomočjo lastne vedoželjnosti in venčeljskega župnika Karla Križa naučil brati in pisati. Pri učenju je uporabljal Bleiweisovo Veliko Pratiko, učbenik Blaže in Nežica v nedeljski šoli, Drobtinice, Jurija s pušo, časopis Petelinček, Koledar družbe sv. Mohorja, Letopis Matice Slovenske, Zgodnjo Danico in mnoge druge publikacije. Za Stepišnikovo širjenje obzorja so bili pomembni tudi izobraženi kmet Miha Rušnik, škof Anton Martin Slomšek in pesnik Jurij Vodovnik. Leta 1863 je s pomočjo dr. Josipa Vošnjaka ustanovil Bralno društvo pod Pohorjem in prvo slovensko potujočo knjižnico Bukvarnico, ki je služila tudi kot podpora tamkajšnji osnovni šoli. Leta 1866 je v Celju prisostvoval na posvetovanju o ustanovitvi poljudnega tednika za Štajersko, časopisa Slovenski gospodar in je eden od soustanoviteljev časopisa. K Slovenskemu gospodarju je prispeval tudi kot dopisnik. Leta 1870 je prodal mlin na Zgornji Ložnici in se preselil v Slovensko Bistrico, kjer se je posvečal kmetovanju. Po letu 1900 je zaradi bolezni in neuspele gradnje zašel v pomanjkanje in 16. februarja 1912 umrl. Pokopan je na pokopališču v Slovenski Bistrici.

## Delo
Življenjsko delo Stepišnika je bilo tesno povezano z njegovo ljubeznijo do slovenske pisane besede. Nanj so vplivali župnik Karel Križe, ki ga je v nedeljski šoli učil brati in pisati, Broelich in škof A. M. Slomšek, h kateremu je Stepišnik pogosto hodil po svoje učne knjige. Stepišnikov mlin je bil, tako kot mnogo drugih takrat, shajališče vaščanov, pripovedovalcev in potujočih pevcev, k njemu je svoje knjige in pesmi prinašal tudi pesnik Jurij Vodovnik. Lovro Stepišnik, zbiratelj slovenskih knjig, je knjige prepisoval in jih posojal svojim sosedom. S tem jim je omogočil tudi učenja pesmi, ki so jih kasneje peli. Bil je bukovnik, a je kot ta le reproduciral.
Lovro Stepišnik je 3. avgusta 1863 spoznal Josipa Vošnjaka, kar je pomenilo pomembno ločnico v njegovem življenju. Spoznala sta se po naključju, na tisočletnici prvih apostolov Cirila in Metoda. Tam sta se pogovarjala o različnih stvareh, med njimi tudi o narodnosti in Slovencih. Dogovorila sta se za Stepišnikove obiske pri Vošnjaku v Slovenski Bistrici. Ob vsakem obisku je Vošnjak Stepišniku podaril kakšno slovensko knjigo ali listek slovenskega časnika. Tako je Lovro pridobil zajetno zbirko gradiva. 
Stepišnik je simpatiziral z Vošnjakovim narodnim konceptom, namreč prebuditi kmeta, temelj vsakega naroda in ustanoviti čim več knjižnic za širjenje veselja do branja slovenske pisane besede. Leta 1867 sta Stepišnik in Vošnjak ustanovila Bralno društvo pod Pohorjem, prvo politično in kulturno društvo na Zgornji Ložnici. Ustanovila sta tudi knjižnico Bukvarnico, ki ima prvi zapis v inventarno knjigo datiran 24. avgusta 1863. To je bila prva slovenska potujoča knjižnica. Lovro je knjige nosil v zvrhanem košu, od hiše do hiše, in jih posojal  neukim kmetom. Čez mesec dni se je ponovno odpravil na pot in knjige zamenjal. Hodil je po Zgornji Ložnici, Tinjski Gori, Gladomesu in Kostanjevcu.  S tem je želel spodbuditi branje slovenskih knjig. Knjižnica je delovala do leta 1870, ko se je Lovro preselil v Slovensko Bistrico, a se je še vedno zelo rad vračal na Zgornjo Ložnico.
Lovro Stepišnik se je rad pogovarjal z ljudmi in spoznaval ljudske običaje, od leta 1850 naprej je popisoval letino in vreme, zbiral je pohorske ljudske pripovedke, ljudske vremenske pregovore in uganke. Njegovo najbolj znano delo, Ženitne ali svatbine navade in napitnice z godčevskim katekizmom iz slovenbistriške okolice na Štajerskem (1884), je knjižica pesmi ženitnih običajev, ki so jih v tistih časih recitirali ali peli pred poroko. Tu ne gre za ponarodele pesmi, ampak za  besedila avtorjev, kot so P.E. Zagorec, A.M. Slomšek, I.L. Rečiški in drugi. Pesmi opevajo tudi »žlahtno kapljico« in marsikatera pesem je religiozno obarvana. Objavil je še Pohorske pripovedke (Kmetijske in rokodelske Novice, 1864), Ptiči z govornim petjem (Slovenski glasnik, 1866) in Oče svojega sinčka proda (Besednik, 1869). Neobjavljena dela so ostala : Glagola, zbirka tujih pesmi za različne dobe človeškega življenja (zavrnjeno leta 1887 s strani Mohorjeve družbe), zbrano ljudsko blago naslovljeno Zlati venec in pripovedka Ahasver. Stepišnik je doživel zavrnitev tudi s strani Frana Levstika, ki v časopisu Pavliha ni hotel objaviti njegovih šaljivih zgodb.
Stepišnik se je v manjši meri tudi politično udejstvoval, agitiral je pri deželnozbornih volitvah za kandidata Dominkuša in Vošnjaka. Leta 1869 se je na pobudo Vošnjaka udeležil vižmarskega tabora in v ljubljanski Čitalnici spoznal Janeza Bleiweisa in Zarnika. Podpisal je tudi protest proti izvolitvi K. Seidla za poslanca štajerskega deželnega zbora ter vabilo za štajersko narodno zborovanje domoljubov pri Celju, z namenom zmanjšati obisk na nemških shodih. Od leta 1870 naprej se je Stepišnik le še redko oglasil, razočaranje je doživel 19. junija 1870 ob napadu Sternbergerjevih kovačev in slovenjebistrških Nemcev na slovenskega poslanskega kandidata Serneca in Radeja v Novi Vasi v bližini Slovenske Bistrice. Kljub celotni narodovi agitaciji ob volitvah, sta še vedno vodila K. Seidl in F. Brandstetter, kar je bilo za Stepišnika bridko spoznanje. Leta 1876 je podpisal še volilni oklic za Radeja v mariborski Čitalnici.

## Objave, pomembna dela
- Ženitne ali svatbine navade in napitnice z godčevskim katekizmom iz slovenbistriške okolice na Štajerskem (1884). Maribor: J.Leon. (COBISS)
- Pohorske pripovedke (Kmetijske in rokodelske Novice, 1864, 227-8)
- Ptiči z govornim petjem (Slovenski glasnik, 1866, 378)
- Oče svojega sinečka proda (Besednik. Kratkočasen in podučen list za slovensko ljudstvo, 1869, 115) [1]

### Objave v časopisu Slovenski gospodar
- o slovenskem pouku za kmetijstvo na ljudskih šolah (1867, št. 6)
- o pravilni hrambi žitaric (1867, št. 8)
- o skrbi za prosvetljene nar. župane (1867, št. 26)
- o Bralnem društvu (1867, št. 31, 33)
- o kmetovem napredku (1868, št. 19)
- o enakopravnosti slovenščine v javnem življenju, slov. pouku na mariborski kmetijski šoli (1868, št. 76)
- za Vošnjakov god (1889, št.13)
- o skrbi za starine (1890, pril. št. 10)

## Poimenovanja po osebi
Kot spomin na prvega slovenskega potujočega knjižničarja, Lovra Stepišnika, je bil 8. 10. 1998 ustanovljen Stepišnikov sklad. Sklad je bil ustanovljen s strani Združenja bibliotekarskih društev Slovenije, njegov namen pa sloni predvsem na pospeševanju razvoja  potujočega knjižničarstva in strokovnega dela na tem področju.
- Stepišnikov sklad